# Peter Ernst von Lassaulx
Peter Ernst von Lassaulx (* 26. Juni 1757 in Ehrenbreitstein; † 6. Mai 1809 in Niederlahnstein) war ein deutscher Jurist, Hofrat und Bürgermeister in Koblenz.

## Leben
Peter Ernst von Lassaulx wurde als Sohn des kurtrierischen Hofrats Johann Claudius von Lassaulx (1723–1791) und dessen Ehefrau Anna Katharina Saarbourg (1725–1795) geboren.
Nach dem Studium der Rechtswissenschaften an der Ruprecht-Karls-Universität Heidelberg wurde er zunächst Advokat in Koblenz und 1785 von Kurfürst Clemens Wenzelslaus zum Wirklichen Geheimrat ernannt.
Er war Hofgerichtsschöffe und wurde 1782 Syndikus der kurtrierischen Landstände. In dieser Funktion vertrat er im Landtag energisch deren Interessen. So forderte er u. a. eine Beteiligung des Adels am Wegebau. 1785 wurde er kurfürstlicher Hofrat.
1790 zum Bürgermeister der Stadt Koblenz ernannt, reiste er 1792 in dieser Funktion gemeinsam mit dem Hofgerichtsschöffen Haan und dem Kaufman Chenal nach Mainz, das die französischen Revolutionstruppen besetzt hatten. In Verhandlungen mit General Adam-Philippe de Custine verhandelten sie erfolglos über eine schonende Behandlung der Stadt Koblenz. Dieses wurde vom Kurfürsten als Hochverrat ausgelegt und führte zu seiner Inhaftierung, die bis 1794 andauerte. Erst 1801 wurde er rehabilitiert und  Amtmann und Vogt auf Ehrenbreitstein.
Er erwarb sich große Verdienste um die Verwaltung des Trierer Kurstaates. 1806 wurde er nassauisch-weilburgischer Hofrat und Syndikus. In den Jahren von 1804 bis 1808 gab er das in Ehrenbreitstein erscheinende „Allgemeine Intelligenzblatt“ für die nassauischen Gebiete heraus.

## Familie
Er war in erster Ehe mit Anna Barbara Welter (1756–1799) verheiratet, mit der er den Sohn Johann Claudius (1781–1848) und sechs weitere Kinder hatte. Die Tochter Katharina heiratete im Jahre 1801 Joseph Görres.
Nach dem Tod seiner Frau im Jahre 1799 heiratete er im Jahre 1801 Anna Katharina Barthel.
Über diese Eheschließung kam er in den Besitz der Burg Lahneck sowie des Arnsteiner Hofes. Lassaulx wohnte mit seiner Familie auf der Burg Lahneck.